# Busker Busker
Busker Busker (кор: 버스커 버스커) — южнокорейская инди-группа, состоящая из трёх участников. Наиболее известны благодаря участию в третьем сезоне кастинг-шоу телеканала Mnet «Superstar K3», где заняли второе место.
Участники группы: вокалист Чан Бом Чун, басист Ким Хён Тхэ и барабанщик Брэд Мур.

## История

### 2011-12: Формирование и участие в 'Superstar K3'
Группа Busker Busker была основана гитаристом и вокалистом Чан Бом Чуном. Его идея заключалась в создании группы уличных музыкантов, сосредоточенных на выступлениях на улицах Кореи. Его идея охватывала не только музыкальную среду — он хотел устраивать фестивали, на которых начинающие артисты имели бы возможность продемонстрировать свои таланты.
Членами Busker Busker являлись студенты, в основном, из Чхонанского кампуса университета Санмён. До того, как Брэд присоединился к группе, она называлась Pinky Pinky и была лишь частью общей группы Busker Busker. К сожалению, предыдущий барабанщик был вынужден покинуть группу, чтобы сохранить своё обязательство присоединиться к корейской армии. В то время Бом Чун и Хён Тхэ были студентами университета Санмён, где Брэд работал в качестве профессора английского языка. Они встретились, и втроём стали новыми коллегами по группе, сменив название группы на Busker Busker. Однако, состав группы по-прежнему оставался свободным, так как многие члены группы Busker Busker менялись для выступлений.
Busker Busker провели несколько выступлений в местном парке Чхонан летом 2011 года, после чего их слава начала расти. В то же время Бом Чун, Хён Тхэ и Брэд приняли участие в программе Superstar K3 как трио, так как они были единственными членами группы, которые смогли принять участие в этом процессе. После прослушивания, транслировавшегося по телевидению, группа утвердилась как трио.

Busker Busker пробовались на 3-й сезон корейского кастинг-шоу Superstar К. Они были исключены из шоу после исполнения песни Juliette с другой группой, Two Gae Woll. Однако, случилось так, что группа (Yeri Band), которая первоначально вошла в Top 10 вышла из участия в конкурсе. В результате чего Busker Busker, вместе с другой группой (Haze) дали второй шанс появиться на ТВ-шоу и принять участие в концертном туре шоу Top 11. Первая песня Busker Busker на шоу, Tokyo Girl, стала чрезвычайно популярной, и группа прошла первый отборочный тур. Повторив свой предыдущий успех, группа сумела избежать ликвидации. В конце концов, в финале остались только три группы: Busker Busker, Ulala Session и Two Gae Wol. А в итоге, в финале шоу Superstar K3 Busker Busker заняли второе место.

### 2012: Официальный дебют Busker Busker
После завершения Superstar K3 группа на время отказалась от общественной деятельности, чтобы определить своё музыкальное направление. Это было отчасти из-за разногласий между участниками. Кроме того, в то время, когда группа должна была принять участие в концертном туре Superstar K3 Top 11, Брэд вернулся домой на рождественские каникулы. В результате, группа нашла временного барабанщика. После того, как Брэд вернулся 12 января, группа возобновила репетиции для того, чтобы подготовить и записать свой первый альбом. 
 29 марта 2012 года, Busker Busker выпустили свой первый альбом под названием «Busker Busker». Альбом быстро стал национальной сенсацией, заняв высокие строчки с каждой песней в различных хит-парадах. Альбом был продан тиражом более 50000 экземпляров в течение первых трех недель. 21 июня Busker Busker выпустили «Finale Album», который содержал песни, не вошедшие в первый альбом. Некоторые из песен этого итогового альбома были записаны во время репетиции «Busker Busker 1st Album», но они не вошли в него, поскольку не совпадали с темой альбома — «Весна». Новый альбом был полностью написан Чан Бом Чуном. Все 5 треков вошли в пятерку мест в крупнейших корейских онлайн музыкальных чартах, еще раз доказав, что их невозможно остановить.

### 2013-14: Второй альбом
В феврале Busker Busker подписывают контракт с лейблом ‘Chung Chun Music‘. В марте песня «Cherry Blossom Ending» вновь занимает высокие позиции в чартах, несмотря на то, что была выпущена почти год назад с альбомом «Busker Busker». 25 сентября 2013 после длительного затишья Busker Busker выпускают новый полноформатный альбом «Busker Busker 2», который сразу же обретает огромную популярность. В декабре вокалист группы Чан Бом Чун объявляет о своей свадьбе. По данным агентства, Бом Чун планировал поступить на военную службу, однако сменил решение, узнав, что скоро станет отцом. В итоге, участники группы решают взять перерыв в деятельности и заняться индивидуальными проектами.

## Участники
| Имя                  | Информация |
| -------------------- | --- |
| Чан Бом Чун (장범준) | - Дата рождения : 16 мая 1989 года - Место рождения : , Кванджу - Позиция в группе : лидер, вокал, гитара - Образование : университет Санмён, Кафедра цифрового контента, факультет манги и цифрового контента                                                                     |
| Брэд Мур             | - Полное имя : Брэдли Рэй Мур - Дата рождения : 3 августа 1984 года - Место рождения : Огайо, Цинциннати - Позиция в группе : ударные - Образование : Университет штата Миссури - Примечание : Университет Санмён, кампус Чхонан, профессор кафедры английского языка и литературы |
| Ким Хён Тхэ (김형태) | - Дата рождения : 21 декабря 1991 года - Место рождения : Кёнсан-Намдо, Кимхэ - Позиция в группе : бас-гитара - Образование : университет Санмён, Кафедра цифрового контента, факультет манги и цифрового контента                                                                 |

## Дискография
Список песен
Superstar K3
1. 동경소녀 (김광진)/Tokyo Girl (Kim, Kwangjin) 3:32
2. Livin' La Vida Loca (Ricky Martin) 3:18
3. 정류장 (패닉)/Bus Stop (Panic) 3:27
4. 어쩌다 마주친 그대 (송골매)/I Bumped into You (Songolme) 3:20
5. 막걸리나 (윤종신)/Makkeolina (Yoon, Jongshin) 3:06
6. 그댄 달라요 (윤종신)/You’re different (Yoon, Jongshin) 3:46
7. I Believe (이수영)/I Believe (Lee, Suyoung) 3:18
8. 서울사람들/Seoul People 3:26
9. 너에게 주는 선물 (Superstar K3 TOP11)/A Gift For You (Superstar K3 TOP11) 4:24
10. 줄리엣 (샤이니)/Juliette (Shinee) 3:29

Busker Busker
1. 봄바람/Spring Wind (Opening Track, instrumental)
2. 첫사랑/First Love
3. 여수 밤바다/Yeosu Night Sea
4. 벚꽃 엔딩/Cherry Blossom Ending (Title Track)
5. 이상형/Ideal Type (With MV)
6. 외로움증폭장치 (브래드 드럼 한판 쉬기)/Loneliness Amplifier (Brad takes a break)
7. 골목길/The Alley (interlude)
8. 골목길 어귀에서/Entrance Of The Alley
9. 전활 거네/Calling You
10. 꽃송이가/The Flower
11. 향수/Perfume

Busker Busker 1st Wrap Up Album
1. 그댈 마주하는건 힘들어 (그마힘)/It’s Hard To Face You
2. 네온사인/Neon Sign
3. 소나기 (주르르루)/Showers
4. 정말로 사랑한다면/If You Really Love Me (Title Track)
5. 기다려주세요/Please Wait

### Busker Busker 2
1. 가을밤/Autumn Night
2. 잘할 걸/Too Much Regret
3. 사랑은 타이밍/Love Is Timing
4. 처음엔 사랑이란게/Love, At First (Title Track)
5. 시원한 여자/Cool Girl
6. 그대 입술이/Your Lips (With Chae Ji Yeon of Putput)
7. 줄리엣/Juliet
8. 아름다운 나이/Beautiful Age
9. 밤/Night

## Музыкальные программы
M! Countdown
| Год  | Date       | Песня                   |
| ---- | ---------- | ----------------------- |
| 2012 | 12 апреля  | «Cherry Blossom Ending» |
| 2013 | 3 октября  | «Love, At First»        |
| 2013 | 10 октября | «Love, At First»        |

Music Bank
| Год  | Дата       | Песня            |
| ---- | ---------- | ---------------- |
| 2013 | 4 октября  | «Love, At First» |
| 2013 | 11 октября | «Love, At First» |

Music Core
| Год  | Дата       | Песня            |
| ---- | ---------- | ---------------- |
| 2013 | 5 октября  | «Love, At First» |
| 2013 | 12 октября | «Love, At First» |

Inkigayo
| Год  | Дата      | Песня            |
| ---- | --------- | ---------------- |
| 2013 | 6 октября | «Love, At First» |

Show Champion
| Год  | Дата      | Песня            |
| ---- | --------- | ---------------- |
| 2013 | 9 октября | «Love, At First» |

## Награды
| Год  | Премия |
| ---- | --- |
| 2011 | - Cyworld Digital Music Awards: Новичок месяца (Октябрь) («Tokyo Girl») - Cyworld Digital Music Awards: Песня месяца (Октябрь) («Tokyo Girl») |
| 2012 | - Cyworld Digital Music Awards: Песня месяца (Апрель) («Cherry Blossom Ending») - 6th Mnet 20's Choice Awards: 20’s Online Music Award - 14th Mnet Asian Music Awards: Лучший новый мужской исполнитель - 14th Mnet Asian Music Awards: Лучшее групповое выступление («Cherry Blossom Ending») - 4th Melon Music Awards: Альбом года (Busker Busker 1st Album) - 4th Melon Music Awards: 2012 ТОП 10                                                                               |
| 2013 | - 2nd Gaon Chart K-Pop Awards: Песня года (Апрель) («Cherry Blossom Ending») - 10th Korean Music Awards: Лучший поп-альбом (Busker Busker 1st Album) - 10th Korean Music Awards: Лучшая поп-песня («Yeosu Night Sea») - 10th Korean Music Awards: Лучшая группа по мнению пользователей сети - 5th Melon Music Awards: 2013 ТОП 10 - 5th Melon Music Awards: Альбом года (Busker Busker 2nd Album) - 15th Mnet Asian Music Awards: Лучшее групповое выступление («Love, At First») |